# Parusia (Album)
Parusia (hellenistisch: das wirksame Gegenwärtigsein von Gottheiten und Herrschern) ist ein Jazzalbum von Andy Lumpp und Adelhard Roidinger. Die am 7. Mai 2019 im Studio Großauer, Dormagen, entstandenen Aufnahmen erschienen am 24. September 2019 auf Nabel Records. Es waren die letzten Aufnahmen Roidingers, der am 22. April 2022 im Alter von 80 Jahren starb.

## Hintergrund
Der Pianist Andy Lumpp und der Bassist Adelhard Roidinger spielten seit den frühen 1980er Jahren in verschiedenen Konstellationen mehrfach zusammen, zunächst in Uli Beckerhoffs Gruppe Riot und 1982 im Trio mit Tone Janša, ab 2009 in privaten Sessions mit Frank Köllges. Roidinger hatte sich viele Jahre mit der Entwicklung neuer Klänge auf Basis einer obertonstrukturierten Mikrotonalität beschäftigt. Alleine mit zunächst akustischen Instrumenten, mit 7-saitigem (aber elektrisch verstärktem) Tenorbass und Konzertflügel, schufen Lumpp und Roidinger einen musikalischen Dialog, der aus fünf spontan komponierten Stücke besteht. „Unsere Musik ist Zeugnis einer lange währenden freundschaftlichen Affinität, wie ich sie bisher nur mit ganz wenigen Musikern erlebt habe,“ stellte Lumpp in den Liner Notes fest. Weiteres Material von dieser dreistündigen Duo-Session erschien bei Nabel Records 2021 auf dem Album Parusia II, wo unter Rückgriff auf Teilhard de Chardin Parusia als „Heimkehr der Menschheit zu Gott im Punkt Omega“ verstanden wird.

## Titelliste
- Andy Lumpp  & Adelhard Roidinger Parusia (NABEL 4730-2)[3]
  1. Alpha 9:27
  2. Departure 8:43
  3. Cosmic Evolution 16:39
  4. Mankind’s Self Discovery 15:09
  5. Omega 10:49
- Die Kompositionen stammen von Andy Lumpp und Adelhard Roidinger.

## Rezeption
Nach Ansicht von Olaf Maikopf, der das Album in Jazz thing rezensierte, forme sich im Dialog der zwei Musiker auf der Basis der mikrotonalen Ideen von Roidinger eine Musik, die kaum zu verorten sei. Gemeinsam würden sich die Instrumentalisten in verschiedensten Welten bewegen; sie erzeugten mit dem siebensaitigen Tenorbassspiel manchen elektronischen Klang und Lumpps auch mal der Klassik nahem, dynamischem Spiel einen sehr eigenwilligen, fantastischen Kosmos. Hier erlebe man zwei Spieler, die den Tonraum als unerschöpfliches Kontinuum, ohne Grenze, begriffen.